# FK Spartak-MZjK Rjazan
FK Spartak-MZjK Rjazan (Russisch: Футбольный Клуб Спартак-МЖК Рязань, Foetbolny Kloeb Spartak Rjazan) was een Russische voetbalclub uit Rjazan, de hoofdstad van de gelijknamige oblast.

## Geschiedenis
De club werd opgericht in 2004 door het bedrijf Мервинский жилищный концерн (afgekort Мжк). Nadat de club van start ging in de amateurcompetitie speelden ze in 2005 al in de tweede divisie (derde klasse), waar ze zesde werden. Het volgende seizoen werden ze kampioen en promoveerde naar de eerste divisie. Daar ging het helemaal mis en na de heenronde moest de club zich wegens financiële problemen terugtrekken uit de competitie, met slechts één overwinning op de teller.  